# Colorado State Highway 135
Der Colorado State Highway 135 (kurz CO 135) ist ein in Nord-Süd-Richtung verlaufender State Highway im US-Bundesstaat Colorado.
Der State Highway beginnt in Crested Butte und endet nach rund 44 Kilometern in Gunnison am U.S. Highway 50. Die Straße folgt zunächst dem Gunnison River und später dem East River. Sie ist die einzige asphaltierte Straße, die nach Crested Butte führt. Etwa zehn Meilen hinter Gunnison trifft die Straße auf dem Ort Almont.

## Geschichte
Die Straße wurde in den 1920er Jahren als Verbindung zwischen Hotchkiss und Gunnison errichtet. Sie führte dabei ab dem State Highway 92 durch Paonia und über den Kebler Pass nach Crested Butte bis Gunnison. Der Highway wurde 1954 auf dem Abschnitt über den Kebler Pass aufgetrennt und vier Jahre später folgte der Abschluss der Asphaltierung der gesamten Strecke. Die letzte Veränderung im Verlauf erfolgt 1970, als der westliche Abschnitt zur Erweiterung des State Highway 133 umbenannt wurde.